# Cal Músic (Tagamanent)
Cal Músich del Congost - actualment ha canviat la denominació per Ca La Rosa, en honor de Na Rosa Guillot Ruiz (1923-2013), era un mas del vilatge de Les Casetes del Congost, avui però, en forma part del mas de La Casa Nova, a Santa Eugènia del Congost, municipi de Tagamanent, Vallès Oriental, (Catalunya).

## Descripció
És una masia datada l'any 1682 forma part del Patrimoni Arquitectònic de Tagamanent i Catalunya. A la llinda de la finestra de la cuina hi ha gravat "1682 + Joan Músich" i a la llinda d'entrada "Cal Músich 1698". Situada entre la desapareguda Can Pou (Tagamanent) i per Can Pere Moliner per Ponent i per Cal Xesc (Cal Xesch del Congost) per Llevant.
És esmentada en una obra cabdal per conèixer la toponímia de Tagamanent.
Ha arribat als nostres dies en un estat de conservació excel·lent. Actualment és una masia dedicada al turisme.
La denominació d'aquesta masia ha tingut diferents noms en el decurs dels anys, 
- Can Vilardebò o Can Vilardebò Romeu
- Cal Músich o Cal Músich del Congost
- Músic de dalt (al fons de la Vall del Congost vora l'antiga carretera de Ribes hi havia també l'hostal de Cal Músich Nou).
- Cal Músic (norma postfabriana, d'esborrar les h finals)

Tot i que al registre de la propietat posa "Cal Músich".

## Història
Gent de Cal Músich del Congost a mitjans de segle xix, van anar a una petita casa del fons de la Vall per obrir l'Hostal a la vora de la carretera de Barcelona a Vic "Cal Músich Nou". Des de l'any 1977 aquesta masia forma part del mas de La Casa Nova de can Pere Torn.

## Arquitectura
Estructura tradicional de planta rectangular de 60m2, dues plantes d'alçada. La façana és de carreus de pedra vermella/beige i finestres de pedra picada del mateix color. ha estat reformada els anys 60 del segle XX per la Família Mulà consistent en la reconstrucció de les façanes laterals de Ponent i Llevant amb alguna peça dels brancals i llindes de finestra i de porta de la ruïna de Can Pou (avui malauradament desapareguda), la llinda de la finestra de punt rodó que dona a Llevant era la porta d'entrada de Can Pou. Es va fer una restauració molt acurada l'any 2009 i 2010 per la Família Vila. Era enllosada.

## Llibre d'Enric Garcia-Pey, Tagamanent, noms de cases i de lloc, Ajuntament de Tagamanent, any 1998
Músic, cal, Aquesta casa ha estat reformada amb peces de les cases del veïnat de les Casetes que foren enderrocades. Una llinda de finestres a la façana de ponent diu: "Joan Músich 1682" i la mateixa data a la porta d'entrada. Tanmateix és una peça col·locada als anys 1960. Una rajola a la façama té la imatge i el nom de "Músic". Ara queda situada la penúltima de les Casetes del Congost sobre el torrent de Cal Xesc.
"Casa denominada Cal Músic i també Vilardebó Romeu. migdia-ponent Can Pou. Felip Fargues Carner" ...Distribució de la riquesa urbana any 1912 SO propietari Filomena Farràs Solé, Musich de dalt." (AN. Cadastre any 1946 núm 14-14-1) ..."Mariano Artigas. Una casa possehida per dit duenyo anomenada cal Músich ab son hort de dos cortans terra tersera qualitat ab oliberas i cinch cortans camp quarta qualitat. Afronta a lleban ab Cal Xesch a mitg dia ab lo Torren i a ponen i Tremontana ab lo pont" (APE, II RT, núm.61).
"Simon Vila. Una casa possehida per dit duenyo anomenada Cal Xesch ab son hort.... Afronta a lleban i mitg dia ab lo Torrent de Santa Eugènia, i a ponen i Tremontana ab cal Musich del Congost"
La passera de Cal Músic, Abans, per travessar el torrent de cal Xesc, es feia amb dos graons que servien de passera, i era molt difícil passar quan baixava molta aigua. Ara dues bigues amb grans lloses a sobre formen aquesta passera, a la qual baixem des de davant de la casa de cal Músich. Fa un parell d'anys, es va refer, i ara hi ha un pont de fusta modern.